# Halowe Mistrzostwa Świata w Lekkoatletyce 1987 – skok wzwyż mężczyzn
Skok wzwyż mężczyzn – jedna z konkurencji technicznych rozgrywanych podczas halowych mistrzostw świata w hali Hoosier Dome w Indianapolis. Kwalifikacje zostały rozegrane 6 marca, a finał 7 marca 1987. Zwyciężył reprezentant Związku Radzieckiego Igor Paklin. Tytułu zdobytego na światowych igrzyskach halowych w 1985 nie obronił Patrik Sjöberg ze Szwecji, który nie zaliczył żadnej wysokości w finale.
W finale zawodnicy radzieccy Igor Paklin i Hennadij Awdiejenko po zaliczeniu wysokości 2,38 m trzykrotnie strącili poprzeczkę zawieszoną na wysokości 2,40 m. Zarządzono dogrywkę. Obaj zawodnicy nie zaliczyli 2,38 m, a 2,36 m skoczył Paklin, który w ten sposób zdobył złoty medal.

## Rezultaty

### Kwalifikacje
Do kwalifikacji przystąpiło 17 skoczków. Do finału awansowali zawodnicy, którzy skoczyli wysokość 2,24 m (Q), a gdyby było ich mniej niż 12, skład finał uzupełniliby kolejni najlepsi skoczkowie aż do łącznej liczby 12 (q).
Opracowano na podstawie materiału źródłowego.
| Miejsce | Zawodnik               | Wynik | Uwagi |
| ------- | ---------------------- | ----- | ----- |
| 1       | Hennadij Awdiejenko    | 2,24  | Q     |
| 1       | Igor Paklin            | 2,24  | Q     |
| 1       | Carlo Thränhardt       | 2,24  | Q     |
| 1       | Jim Howard             | 2,24  | Q     |
| 1       | Milton Ottey           | 2,24  | Q     |
| 1       | Javier Sotomayor       | 2,24  | Q     |
| 1       | Sorin Matei            | 2,24  | Q     |
| 1       | Patrik Sjöberg         | 2,24  | Q     |
| 9       | Roland Dalhäuser       | 2,24  | Q     |
| 9       | James Lott             | 2,24  | Q     |
| 9       | Ján Zvara              | 2,24  | Q     |
| 12      | Zhu Jianhua            | 2,24  | Q     |
| 12      | Dalton Grant           | 2,24  | Q     |
| 14      | Eugen-Cristian Popescu | 2,20  |       |
| 15      | Andre Schneider-Laub   | 2,20  |       |
| 16      | Takao Sakamoto         | 2,20  |       |
| –       | Judex Lefou            | NM    |       |
| –       | Aleksis Neofitu        | DNS   |       |

### Finał
Opracowano na podstawie materiału źródłowego.
| Miejsce | Zawodnik            | Wynik | Uwagi       |
| ------- | ------------------- | ----- | ----------- |
| 1       | Igor Paklin         | 2,38  | [ 5 ] [ 6 ] |
| 2       | Hennadij Awdiejenko | 2,38  | [ 5 ] [ 6 ] |
| 3       | Ján Zvara           | 2,34  |             |
| 4       | Javier Sotomayor    | 2,32  | [ 6 ]       |
| 5       | Roland Dalhäuser    | 2,32  | =           |
| 5       | Sorin Matei         | 2,32  |             |
| 7       | Milton Ottey        | 2,28  |             |
| 8       | Dalton Grant        | 2,28  |             |
| 8       | Zhu Jianhua         | 2,28  |             |
| 10      | Jim Howard          | 2,24  |             |
| 10      | James Lott          | 2,24  |             |
| –       | Patrik Sjöberg      | NM    |             |
| –       | Carlo Thränhardt    | NM    |             |